# Project Zomboid
Project Zomboid é um jogo eletrônico de terror de sobrevivência isométrico de mundo aberto em desenvolvimento pela desenvolvedora independente britânica e canadense The Indie Stone. Se passa em um mundo pós-apocalíptico infestado de zumbis, onde o jogador é desafiado a sobreviver o máximo possível antes de morrer inevitavelmente. Foi um dos primeiros cinco jogos lançados na seção de financiamento alfa do portal de jogos Desura. Em 2011, The Indie Stone sofreu um grande revés na comunidade de jogos indie após o roubo de dois laptops contendo o código do jogo. Desde então, Projeto Zomboid apareceu no Steam Early Access e está em desenvolvimento até hoje. Project Zomboid é o primeiro jogo lançado comercialmente da The Indie Stone. A versão estável mais recente é a Build 41, lançada em dezembro de 2021, que inclui revisões de animação e combate, novo áudio e música, adição da cidade de Louisville, KY e o multiplayer renovado da General Arcade.

## Jogabilidade
No Project Zomboid, o jogador pretende sobreviver o maior tempo possível em uma área apocalíptica e cheia de zumbis de Kentucky - conhecida como 'Knox County' - que foi colocada em quarentena pelo governo. O jogador pode escolher a aparência, ocupação e características de seu personagem antes de selecionar para gerar em uma das quatro cidades iniciais. Além de evitar zumbis, o jogador precisa gerenciar suas necessidades pessoais (como fome, estresse, fadiga e tédio) para permanecer vivo descansando, procurando suprimentos e usando técnicas de sobrevivência. O jogo usa os zumbis lentos do estilo Romero tradicional, embora certos zumbis sejam mais rápidos que outros, e o modo sandbox inclui uma configuração para zumbis "velocistas" no estilo 28 Days Later.
O jogo apresenta uma variedade de modos de dificuldade predefinidos, juntamente com um modo sandbox, que permite ao jogador personalizar as configurações de seu jogo, como população de zumbis, transmissibilidade de vírus e raridade de saque.
Knox Country - a região jogável em Project Zomboid - baseia sua localização na vida real Kentucky. As cidades de Muldraugh, West Point e Louisville são vagamente replicadas no mundo do jogo ao lado de outros locais fictícios. O mundo torna-se mais desolado com o passar do tempo, com o corte das redes de água e energia, seguido pela erosão e crescimento excessivo das estruturas da região. Além disso, o jogo apresenta um conjunto de cenários fixos de 'desafio', alguns dos quais são definidos em mapas separados e menores e/ou apresentam elementos de jogabilidade únicos, como uma tempestade de inverno sem fim ou uma horda de zumbis que rastreia o jogador.

## Desenvolvimento
O jogo foi lançado pela primeira vez em 25 de abril de 2011 como uma demonstração técnica. Ele é escrito em Java para sua portabilidade, usando LWJGL. Em 8 de novembro de 2013, o Projeto Zomboid foi lançado no Acesso Antecipado do Steam. Em fevereiro de 2014, a Indie Stone lançou uma versão multiplayer do jogo publicamente pela primeira vez.

### Contratempos iniciais
Em junho de 2011, logo após o lançamento do jogo como uma demonstração de tecnologia pré-alfa paga, o jogo vazou e cópias não autorizadas se espalharam para muitos outros sites. A versão não autorizada do jogo permitia o download de servidores do Project Zomboid com o pressionar de um botão 'atualizar agora', independentemente de o usuário já ter a versão mais recente. A fim de evitar pagar por esses downloads, The Indie Stone colocou a versão paga apenas para o cliente offline, e em vez disso, lançou uma "tech-demo pública" gratuita para download no dia seguinte.
Em 15 de outubro de 2011, o apartamento de dois dos desenvolvedores foi arrombado e laptops contendo grandes quantidades do código do jogo, que não tinham backup externo, foram roubados. Isso resultou em atrasos graves para o desenvolvimento do jogo. Devido a esse contratempo, eles fizeram uma apresentação na Rezzed intitulada "Como (não) fazer um videogame", repassando algumas das lições que aprenderam desde o início do projeto.